# Robert Gottlieb
Robert Adams Gottlieb (* 29. April 1931 in New York City, New York; † 14. Juni 2023 ebenda) war ein US-amerikanischer Schriftsteller, Journalist und Lektor. Von 1987 bis 1992 war er Chefredakteur der Zeitschrift The New Yorker.

## Leben und berufliche Laufbahn
Robert Gottlieb wurde 1931 in New York City geboren. Er wuchs in Manhattan auf. Er studierte an der Columbia University und der University of Cambridge. 1955 wurde er bei Simon and Schuster Assistent von Jack Goodman, dem damaligen Cheflektor.
Gottlieb war mit der Schauspielerin Maria Tucci verheiratet, das Paar hatte zwei Kinder.
Gottlieb entdeckte den Roman Catch-22 des bis dahin weitgehend unbekannten Joseph Heller. Er war Cheflektor bei Simon & Schuster und später bei Alfred A. Knopf. Den Verlag Knopf verließ er 1987 und wurde Chefredakteur des New Yorker als Nachfolger von William Shawn. Er blieb in dieser Funktion bis 1992.
Gottlieb lektorierte Romane von John Cheever, Salman Rushdie, John Gardner, Len Deighton, John le Carré, Ray Bradbury, Elia Kazan, Margaret Drabble, Michael Crichton, Mordecai Richler und Toni Morrison, ferner Sachbücher von Barbara Tuchman, Jessica Mitford, Antonia Fraser, Robert A. Caro, Lauren Bacall, Liv Ullmann, Sidney Poitier, John Lennon, Paul Simon, Bob Dylan, Bruno Bettelheim und vielen anderen und gab sie heraus. Zu den Arbeiten Gottliebs für verschiedene Verlage und The New Yorker gehörten die Anthologien Reading Jazz: A Gathering of Autobiography, Reportage, and Criticism from 1919 to Now (Pantheon, 1996) und Reading Lyrics (Pantheon, 2000, gemeinsam mit Robert Kimball herausgegeben).
Die amerikanische Literaturzeitschrift The Paris Review führte 1994 ein Interview mit Gottlieb und veröffentlichte dieses in seiner Reihe von Interviews mit bekannten Schriftstellern, wobei Gottlieb der einzige Lektor und Herausgeber ist, der hierbei berücksichtigt wurde. Das Interview erschien in Band 1 der Sammlung dieser Interviews, die aus vier Bänden besteht und bei Picador erschien.
Im Sommer 2022 wurde der Dokumentarfilm Turn Every Page: The Adventures of Robert Caro and Robert Gottlieb, bei dem Gottliebs Tochter Lizzie Gottlieb Regie führte, durch Sony Pictures veröffentlicht. Er beschreibt die seit fünf Jahrzehnten andauernde Zusammenarbeit zwischen Autor Caro und Lektor Gottlieb.

### Arbeitsweise
In einem Interview mit der Paris Review äußerte Gottlieb im Jahr 1994, er müsse sich einem Buch „ergeben“. „Je mehr man sich ergibt, desto mehr nerven einen die Fehler. Ich lese Manuskripte sehr rasch, sobald ich sie bekommen habe. Normalerweise verwende ich beim ersten Lesen keinen Bleistift, ich lese nur, um einen ersten Eindruck zu haben. Wenn ich zu Ende gelesen habe, rufe ich den Autor an und sage, dass ich es sehr gut finde (oder was auch immer in der Art), dass ich aber ‚hier‘ und ‚hier‘ Schwächen sehe. Zu diesem Zeitpunkt weiß ich noch nicht, warum ich das denke, ich denke es einfach. Dann lese ich das Manuskript noch einmal langsamer und suche die Stellen, die bei mir negative Reaktionen ausgelöst hatten, und versuche herauszubekommen, was jeweils die Ursache war. Ich markiere diese Stellen. Bei diesem zweiten Durchgang denke ich über Lösungen nach – vielleicht sollte dieser Teil ausgebaut werden, vielleicht ist dort zu viel von ‚diesem‘, so dass ‚jenes‘ beeinträchtigt wird.“

## Sonstiges
Viele Jahre lang kümmerte sich Gottlieb als Vorstandsmitglied um das New York City Ballet. Auf derselben Linie lagen verschiedene Bücher von Autoren, die im Tanz aktiv waren wie Mikhail Baryshnikov und Margot Fonteyn, die Gottlieb herausgab. Ferner arbeitete er als Kritiker für den Bereich Tanz für den New York Observer.
2016 wurde Gottlieb zum Mitglied der American Academy of Arts and Sciences gewählt.

## Schriften
- A Certain Style: The Art of the Plastic Handbag 1949-1959. Knopf, 1988, ISBN 978-0-394-56893-5 (englisch, 119 S.).
- George Ballanchine: The Ballett Maker. Harper Collins / Atlas Books, 2004, ISBN 978-0-06-075070-1 (englisch, 224 S.).
- Sarah: The Life of Sarah Bernhardt. Yale University Press, 2010, ISBN 978-0-300-14127-6 (englisch, 256 S.).
- Lives and Letters. Farrar, Straus and Giroux, 2011, ISBN 978-0-374-29882-1 (englisch, 426 S.).
- Great Expectations: The Sons and Daughters of Charles Dickens. Farrar, Straus and Giroux, 2012, ISBN 978-0-374-29880-7 (englisch, 256 S.).
- Avid Reader: A Life. Farrar, Straus and Giroux, 2016, ISBN 978-0-374-27992-9 (englisch, 352 S.).
- Near-Death Experiences ... and Others. Farrar, Straus and Giroux, 2018, ISBN 978-0-374-21991-8 (englisch, 368 S.).
- Garbo. Farrar, Straus and Giroux, 2021, ISBN 978-0-374-29835-7 (englisch, 448 S.).

### Als Herausgeber
- Reading Dance: A Gathering of Memoirs, Reportage, Criticizm, Profiles, Interviews, and some Uncategorizable Extras, herausgegeben und mit einem Vorwort von Robert Gottlieb, Pantheon Books 2008, ISBN 978-0-375-42122-8
- John Cheever: Tagebücher. Hrsg.: Robert Gottlieb. 1. Auflage. Rowohlt, Reinbek bei Hamburg 1994, ISBN 3-498-00896-X (amerikanisches Englisch: The journals of John Cheever. New York 1991.).